# Борут Петрич
Борут Петрич (словен. Borut Petrič; Крањ, 28. децембар 1961) бивши је југословенски пливач.

## Спортска биографија
Представљао је Југославију на три узастопне летње олимпијске игре, почев од 1976. године. На својим првим Играма у Монтреалу 1976. био је најмлађи учесник такмичења, са 14 година и 325 дана. Брат му је такође пливач Дарјан Петрич. Освојио је сребрну медаљу у дисциплини 1500 м слободно на Светском првенству у воденим спортовима 1978. године у Берлину, као и два сребра са Европског првенства у Риму 1983. (400 и 1.500 метара слободно). Такође је освојио златну медаљу на 400 м слободно 1981. године у Сплиту и тако постао европски шампион. Освојио је четири злата на Медитеранским играма — у Сплиту 1979. на 400 слободно и мешовито, те 1.500 слободно, и у Казабланци 1983. на 200 метара слободно.
Тренер је у пливачком клубу Фужинар Равне, тренирао је једно време пливачицу из Мостара Амину Кајтаз, кћерку југословенског фудбалера Сеада Кајтаза.
Добитник је Златне значке Спорта 1981. године.